# Hato Mayor (província)
Hato Mayor és una província de la República Dominicana. La província va ser partida de El Seibo el 1984.
Des del 20 de juny de 2006 està dividida en tres municipis municipis: El Valle, Hato Mayor del Rey (amb els districtes municipals: Guayabo Dulce, Mata Palacio i Yerba Buena) i Sabana de la Mar (districte municipal: Elupina Cordero de las Cañitas)
Llista dels municipis amb població segons estimació de 2014.
| Nom                  | Població total | població Urbana | Població rural |
| -------------------- | -------------- | --------------- | -------------- |
| El Valle             | 11.222         | 1.847           | 9.375          |
| Hato Mayor del Rey   | 73.558         | 62.475          | 11.083         |
| Sabana de la Març    | 18.252         | 11.664          | 6.588          |
| Hato Mayor província | 103.032        | 75.986          | 27.046         |